# Tintigny
Tintigny es un municipio de la región de Valonia, en la provincia de Luxemburgo, Bélgica. A 1 de enero de 2019 tenía una población estimada de 4300 habitantes.

## Geografía
Se encuentra ubicada al sureste del país,en la región natural Lorena belga y cerca del río Semois, un afluente del río Mosa.

### Secciones del municipio
El municipio comprende los antiguos municipios, que se fusionaron en 1977:
| - Tintigny - Bellefontaine - Rossignol - Saint-Vincent |

### Pueblos y aldeas del municipio
El municipio comprende los pueblos y aldeas de: Ansart, Breuvanne, Han, Lahage y Poncelle

## Demografía

### Evolución
Todos los datos históricos relativos al actual municipio, el siguiente gráfico refleja su evolución demográfica, incluyendo municipios después de efectuada la fusión el 1 de enero de 1977.
| Gráfica de evolución demográfica de Tintigny entre 1846 y 2020 |
|                                                                |